# 1896年アテネオリンピックの陸上競技・男子走高跳

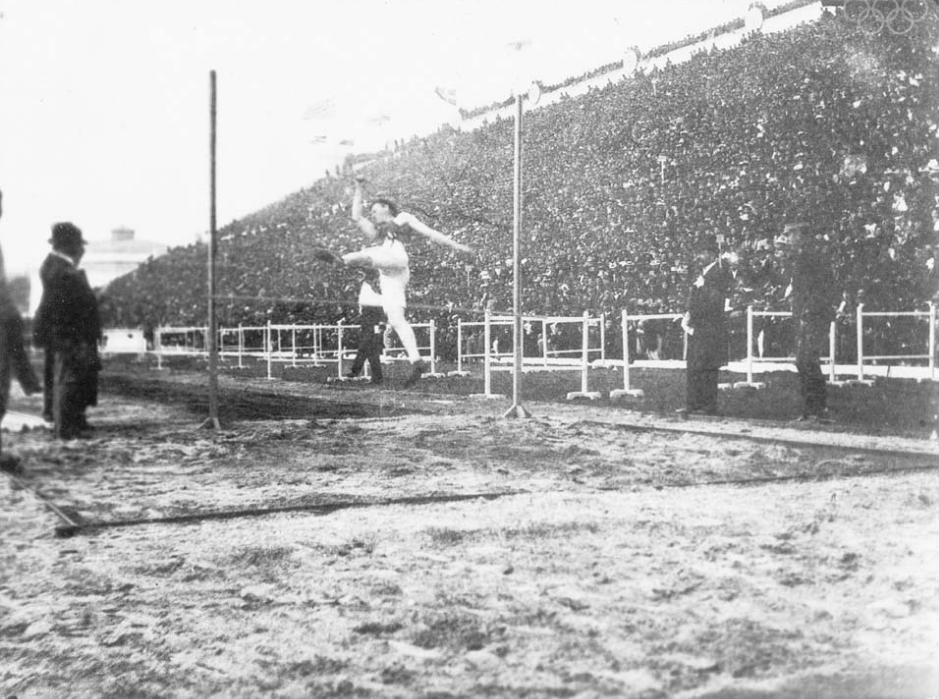
競技写真

1896年アテネオリンピックの陸上競技の男子走高跳は、4月10日に開催され、3ヶ国から5人が参加した。走幅跳で優勝していたエラリー・クラークが走高跳でも勝者となった。ギャレットとコノリーは2位タイとなった。

## 背景
14人がエントリーしていたが、5人のみ出場した。12種目行われた陸上競技のうち、唯一ギリシャ代表選手が出場しなかった。当時の世界記録保持者はMichael Sweeneyであるが、「1896年の初めにプロに転向したため、出場資格がなかった」。

## 競技規則
1つのラウンドのみ行われた。最初のバーの高さは1.50mに設定され、1.60mまでは5cmずつ、そこからは2.5cmずつ上げられた。成功者が1人だけになった後は高さを自由に設定することができた。

## 日程
正確な時間は不明である。午後の2番目の競技として、100m決勝の次に行われた。
| 日程                | 日程                | 時間 | ラウンド |
| グレゴリオ暦        | ユリウス暦          | 時間 | ラウンド |
| ------------------- | ------------------- | ---- | -------- |
| 1896年4月10日（木） | 1896年3月29日（木） |      | 決勝     |

## 結果
5人全員が1.50mと1.55mの跳躍を成功した。ホフマンは1.60mを失敗した。Sjöbergは1.625mを失敗した。3人のアメリカの選手は次の1.65mを成功したが、1.675mを成功したのはクラークのみであった。クラークは1.70, 1.75, 1.81mにも続けて成功した。跳んだ順番は不明である。
| 順位 | 選手                   | 国             | 1.50 | 1.55 | 1.60 | 1.625 | 1.65 | 1.675 | 1.70 | 1.75 | 1.81 | 記録 | 備考          |
| ---- | ---------------------- | -------------- | ---- | ---- | ---- | ----- | ---- | ----- | ---- | ---- | ---- | ---- | ------------- |
| 1    | エラリー・クラーク     | アメリカ合衆国 | o    | o    | o    | o     | o    | o     | o    | o    | o    | 1.81 | Template:OlyR |
| 2    | ロバート・ギャレット   | アメリカ合衆国 | o    | o    | o    | o     | o    | x     | N/A  | N/A  | N/A  | 1.65 |               |
| 2    | ジェームズ・コノリー   | アメリカ合衆国 | o    | o    | o    | o     | o    | x     | N/A  | N/A  | N/A  | 1.65 |               |
| 4    | ヘンリック・ショーベリ | スウェーデン   | o    | o    | o    | x     | N/A  | N/A   | N/A  | N/A  | N/A  | 1.60 |               |
| 5    | フリッツ・ホフマン     | ドイツ         | o    | o    | x    | N/A   | N/A  | N/A   | N/A  | N/A  | N/A  | 1.55 |               |

## ソース
- Lampros, S.P.; Polites, N.G.; De Coubertin, Pierre; Philemon, P.J. & Anninos, C. (1897). The Olympic Games: BC 776 – AD 1896. Athens: Charles Beck (Digitally available at la84foundation.org)
- Mallon, Bill & Widlund, Ture (1998). The 1896 Olympic Games. Results for All Competitors in All Events, with Commentary. Jefferson: McFarland. ISBN 0-7864-0379-9 (Excerpt available at la84foundation.org)
- Smith, Michael Llewellyn (2004). Olympics in Athens 1896. The Invention of the Modern Olympic Games. London: Profile Books. ISBN 1-86197-342-X